# 马雷克·亚诺夫斯基

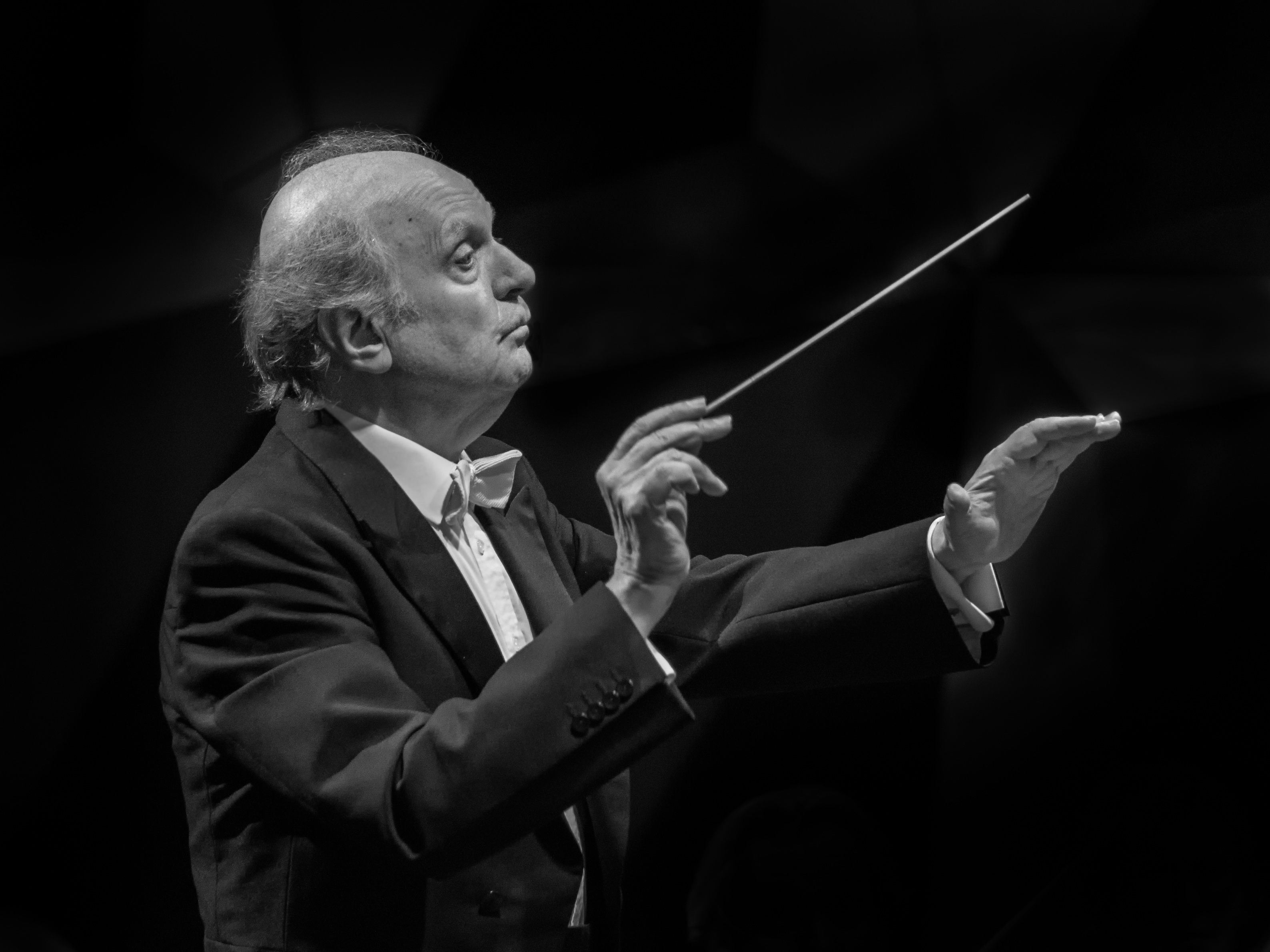
马雷克·亚诺夫斯基（2016年）

马雷克·亚诺夫斯基（Marek Janowski，1939年2月18日—），德国波兰裔指挥家。 

## 生平
亚诺夫斯基出生于华沙，在德国伍珀塔尔长大，于科隆音乐学院师从沃尔夫冈·萨瓦利希。他的艺术生涯始于亚琛、科隆、杜塞尔多夫和汉堡等地，历任弗赖堡爱乐乐团音乐总监（1973－1975年）、多特蒙德爱乐乐团音乐总监（1975－1979年）、科隆居策尼希乐团首席指挥（1986－1990年）、柏林德意志交响乐团常任客座指挥（1997－1999年）。 
1980年代时，亚诺夫斯基常在大都会歌剧院、维也纳国家歌剧院等世界各地知名歌剧院客座指挥。90年代以后逐渐退出歌剧舞台，专注交响乐，曾就职于法国广播爱乐乐团（1984－2000年）、德累斯顿爱乐乐团（2000－2004年）、柏林广播交响乐团（2002－2017年）、瑞士罗曼德管弦乐团（2005－2012年）。
亚诺夫斯基与德累斯顿国家管弦乐团合作录制的瓦格纳《尼伯龙根的指环》全集广受好评。他曾多次获得回声音乐古典奖、留声机奖等等。  
亚诺夫斯基于2019年8月再次成为德累斯顿爱乐乐团的首席指挥。

## 延伸阅读
- Wolfgang Seifert. . Mainz: Schott. 2010. ISBN 978-3-7957-0675-3.

## 外部連結
- 马雷克·亚诺夫斯基的Discogs页面（英文）